# Double or Nothing (2024)
Pour les articles homonymes, voir Double or Nothing.
L'édition 2024 de Double or Nothing est un Pay-per-view de catch (lutte professionnelle) produit par la promotion américaine All Elite Wrestling. L'événement a eu lieu le 26 mai 2024 au MGM Grand Garden Arena à Paradise (Nevada). Il s'agit de la 6e édition de Double or Nothing.

## Contexte
Les spectacles de la All Elite Wrestling (AEW) sont constitués de matchs aux résultats prédéterminés par les scénaristes de la AEW. Ces rencontres sont justifiées par des storylines – une rivalité entre catcheurs, la plupart du temps – ou par des qualifications survenues dans les shows de la AEW. Tous les catcheurs possèdent un gimmick, c'est-à-dire qu'ils incarnent un personnage gentil (Face) ou méchant (Heel), qui évolue au fil des rencontres. Un événement comme Double or Nothing est donc un événement tournant pour les différentes storylines en cours.

## Tableau des matchs
| Ordre par numéros | Résultat | Stipulation(s)                                                                                                  | Temps |
| --- | --- | --- | ----- |
| 1P | Deonna Purrazzo bat Thunder Rosa | Match simple | 10:15 |
| 2P | The Acclaimed (Anthony Bowens, Max Caster et "Daddy Ass" Billy Gunn) bat Cage of Agony (Brian Cage, Toa Liona et Bishop Kaun)                                             | Trios match | 11:45 |
| 3 | Will Ospreay bat Roderick Strong (c) (avec Mike Bennett, Matt Taven et Wardlow)                                                                                           | Match simple pour le AEW International Championship                                                             | 17:40 |
| 4 | Bang Bang Gang (Jay White et The Gunns) (c) bat Death Triangle (PAC et The Lucha Brothers)                                                                                | Trios match pour les AEW World Trios Championship et ROH World Six-Man Tag Team Championship                    | 12:20 |
| 5 | "Timeless" Toni Storm (c) (avec Luther et Mariah May) bat Serena Deeb | Match simple pour le AEW Women's World Championship                                                             | 15:00 |
| 6 | Orange Cassidy bat Trent Beretta | Match simple | 13:55 |
| 7 | Chris Jericho (c) (avec Big Bill) bat Hook et Katsuyori Shibata | 3-Way match pour le FTW Championship                                                                            | 12:40 |
| 8 | Jon Moxley bat Konosuke Takeshita (avec Don Callis) | Match simple Si Konosuke Takeshita gagne, il aura droit à un match pour le IWGP World Heavyweight Championship. | 17:20 |
| 9 | Adam Copeland (c) bat Malakai Black par KO technique | Barbed Wire Steel Cage match pour le AEW TNT Championship                                                       | 20:20 |
| 10 | Mercedes Moné bat Willow Nightingale (c) | Match simple pour le AEW TBS Championship                                                                       | 18:00 |
| 11 | Swerve Strickland (c) (avec Prince Nana) bat Christian Cage (avec Killswitch, Nick Wayne et Mother Wayne)                                                                 | Match simple pour le AEW World Championship                                                                     | 24:50 |
| 12 | The Elite (The Young Bucks (Matthew et Nicholas Jackson), Kazuchika Okada et Jack Perry) bat Team AEW (FTR (Cash Wheeler et Dax Harwood), Bryan Danielson et Darby Allin) | Anarchy in the Arena match                                                                                      | 29:55 |
| La lettre C placée entre parenthèses désigne la personne ou l’équipe championne en titre. P – indique que le match a eu lieu lors du pré-show | | |       |